# Nicolaus Heinrich von Christensen

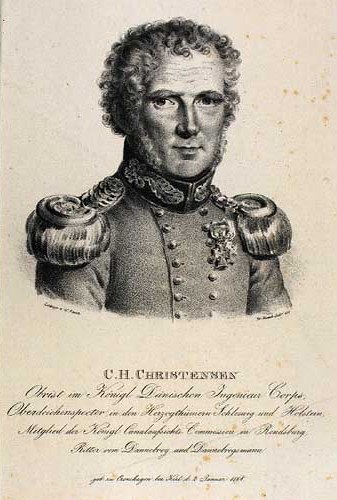
Claus (Nicolaus) Christensen. Lithographie von Wilhelm Heuer 1828

Nicolaus Heinrich von Christensen, auch Claus Heinrich Christensen, (* 2. Januar 1768 in Kronshagen; † 8. März 1841 in Rendsburg) war Königlich Dänischer Generalmajor und Oberdeichinspektor.

## Leben und Wirken
Nicolaus Heinrich von Christensen war ein Sohn von Lars Christensen (1719–1793) und Katharina Dorothea, geborene Ernst. Der Vater arbeitete als Oberinspektor der Großfürstlichen Domänen. Das Ehepaar hatte weitere sieben Töchter und zwei Söhne.
Von Christensen besuchte die Kieler Gelehrtenschule und die dortige Universität, wo er sich für die Rechtswissenschaften immatrikulierte. 1786 trat seinen Dienst beim dänischen Militär an und begann ein Studium der Mathematik in Kopenhagen. 1789 setzte er sein Studium an der Universität Göttingen bei Abraham Gotthelf Kästner und Georg Christoph Lichtenberg fort und wurde zum Dr. phil. promoviert. Von 1791 bis 1795 arbeitete er für das Ingenieur-Corps zu Kopenhagen, danach in der Festung Rendsburg. 1799 unternahm er eine Bildungsreise nach Holland, Belgien und das Rheinland. 1800 verließ er als Premier-Lieutenant auf eigenen Wunsch das Ingenieur-Corps und übernahm eine Stelle als Deichinspektor in Holstein. Im selben Jahr heiratete er Louise Sophie Rötger (1773–1852) aus Glückstadt. Das Ehepaar bekam die Söhne Ernst Johann Friedrich, Karl Adolf Heinrich (1803–1855) und eine Tochter.
Am 17. Juni 1803 ging er als Ingenieur-Capitän erneut in das Ingenieur-Korps. Der dänische König legte dabei fest, dass von Christensen weiterhin in ziviler Anstellung in der Glückstadt arbeiten solle. Am 4. August 1808 wechselte er als Ingenieur-Major in den Generalstab in Kopenhagen. Nach dem Einsturz der Schleuse Kasenort (heute Ortsteil von Landrecht (Steinburg)) kam er 1809 nach Glückstadt zurück und versuchte, eine Überschwemmung der Wilstermarsch zu verhindern. 1816 übernahm er die Leitung der Militär-Ingenieur-Angelegenheiten der beiden Herzogtümer, die ihren Sitz in Rendsburg hatte. Außerdem trat er in die Canal-Aufsicht-Commission ein und wurde 1822 zum Oberst-Lieutnant befördert. Von 1823 bis 1825 regulierte er den Grundwasserspiegel beim Bau der Schleuse des Eider-Kanals in Kiel-Holtenau. Nach der Februarflut 1825 dokumentierte er deren Verlauf an der Mündung der Stör.
Da die Sturmflut von 1825 zahlreiche Schäden verursacht hatte, entstand 1827 ein sogenanntes Ober-Deichinspektorat. Von Christensen, der 1826 zum Oberst ernannt worden war, übernahm 1827 bei Eröffnung dessen Leitung. Damit leitete er die technischen Staatsaufsichtsbehörden unter der Rentenkammer und beaufsichtigte die kompletten Deich- und Entwässerungsanlagen in Schleswig-Holstein. Aufgrund der 1825 gewonnenen Erkenntnisse half er an entscheidender Stelle mit, Deiche zu erhöhen oder verstärken. Dabei unterstützte er Neuanlagen von Bermedeichen und Steindecken und setzte sich dafür ein, die Deichbestickungen von See- und Mitteldeichen zu erhalten und wiederherzustellen. Sein besonderes Augenmerk galt dem Deich der Wilstermarsch bei Schelenkuhlen, der die Flut großflächig beschädigt hatte. 1829 endeten von Christensens militärische Tätigkeiten mit der Beförderung zum Generalmajor. Danach gründete er den Sturmflutmeldedienst und beobachtete 1835 im Auftrag der englischen Regierung an der Küste Schleswig-Holsteins für drei Wochen akribisch Eintreffen und Höhe von Ebbe und Flut. Seine Dienstzeit, während der er dem Staat angeblich 331.000 Reichsbanktaler gespart hatte, endete 1837.
Nicolaus Heinrich von Christensen starb nach langer Krankheit 1841 in Rendsburg.

## Wissenschaftliche Arbeiten
Neben dem Dienst beschäftigte sich von Christensen, der selten und fast nur englischsprachige Literatur studierte, mit neuen Erfindungen und physikalischen Untersuchungen und Experimenten. Dabei arbeitete er über einen längeren Zeitraum zumeist praktisch, äußerst präzise und wenig literaturbasiert. Er lehnte eigene Publikationen eindeutig ab und überließ diese seinen ebenfalls im Wasserbau tätigen Söhnen. 1830 befasste er sich mit den Gesetzmäßigkeiten, die bei Wasserbewegungen in Kanälen galten. Außerdem erfand er eine zunächst für die militärische Verwendung gedachte Feuerspritze. Hinzu kamen Versuche zur Luftfeuchtigkeit, bei denen er mit dem „Plintho-Bebaiometer“ ein Gerät zur Erfassung der Festigkeit von Mauerziegeln erfand. Darüber hinaus gestaltete er ein Modell einer Feuerbrücke, das später in Form der Westerbrücke in Kopenhagen umgesetzt wurde.

## Ehrungen
Nicolaus Heinrich von Christensen erhielt für seine Leistungen mehrere Orden und Ehrungen:
- Am 28. Januar 1810 erhielt er das Ritterkreuz des Dannebrogordens
- 1824 bekam er das Ehrenzeichen der Dannebrogsmänner
- 1828 erhielt er das Commandeurkreuz des Dannebrogordens
- Die Universität Kiel verlieh ihm 1830 das Ehrendiplom zum Dr. pil. h. c.